# Schotterinsel (Neusiedler See)
Die Schotterinsel ist eine ungefähr 2800 Quadratmeter große unbewohnte Insel im österreichischen Teil des Neusiedler Sees, die zwischen den Fünf Schoppen im Westen und Rust liegt.
Die Grundbeschaffenheit dieses Teils des Neusiedler Sees ist untypisch für das Gewässer – rund um die Insel ist der Seeboden schlammig, direkt beim Schilf der Schotterinsel geht er in steinigen und sandigen Boden über. Daher ist die Insel ein beliebter Badeplatz für Segler, wobei allerdings genau auf die teilweise sehr geringe Wassertiefe zu achten ist. Bei Niedrigwasser kann der abfallende Schotterboden an der Wasseroberfläche erscheinen.
Etwa 200 Meter südwestlich der Schotterinsel soll das Betonfundament eines ehemaligen Flugabwehrkanone-Geschützes aus dem Zweiten Weltkrieg eine gefährliche Untiefe bilden, die zwar in manchen Seekarten, nicht aber am Wasser markiert ist.